# Хрест Заслуги
Хрест Заслуги — нагорода УПА цивільним і військовим за особливу працю для Українських Збройних сил.
|  | За особливу працю для Українських Збройних Сил військові і цивільні особи можуть одержати військове відзначення — Хрест Заслуги відповідної кляси. 1. Золотий Хрест Заслуги. Це відзначення надає Головна Визвольна Рада на внесок Гол. К-ра УПА. 2. Срібний Хрест Заслуги. Це відзначення надає Головна Визвольна Рада на внесок Гол. К-ра УПА. 3. Бронзовий Хрест Заслуги. Це відзначення надає Гол. К-р УПА на внесок Краєвого К-ра УПА. |

Розміри хрестів — 27×19 мм. Стрічки — 30 мм ширини, з двома чорними смужками по боках на червоному тлі.
На класи Хрести Заслуги не поділялися.

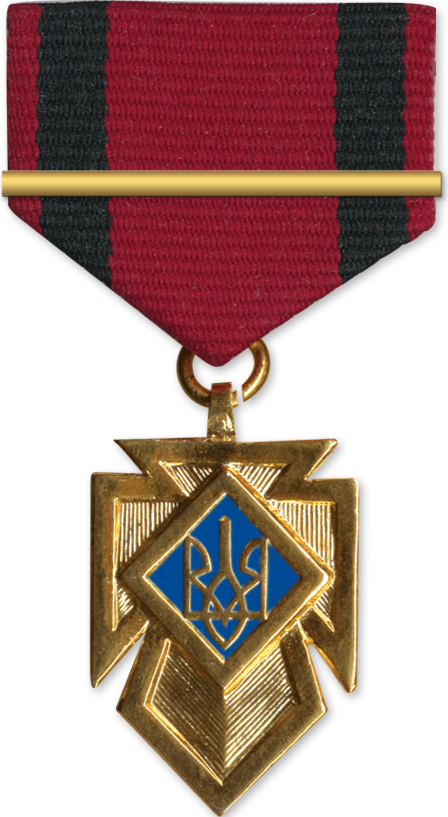
Золотий Хрест Заслуги
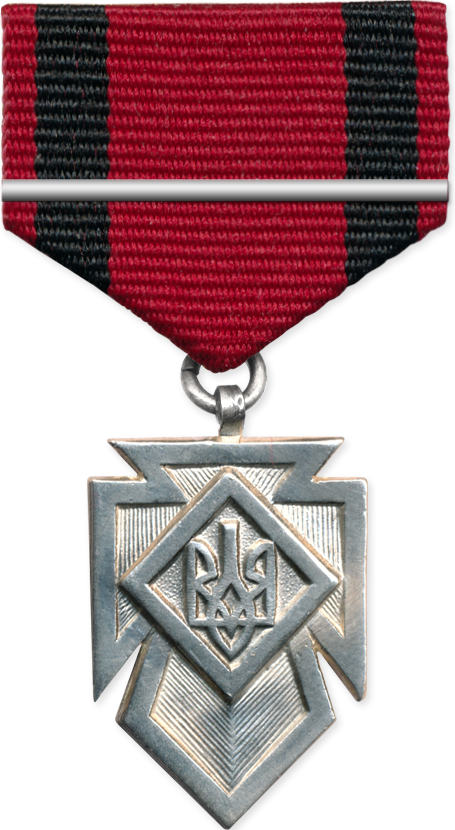
Срібний Хрест Заслуги
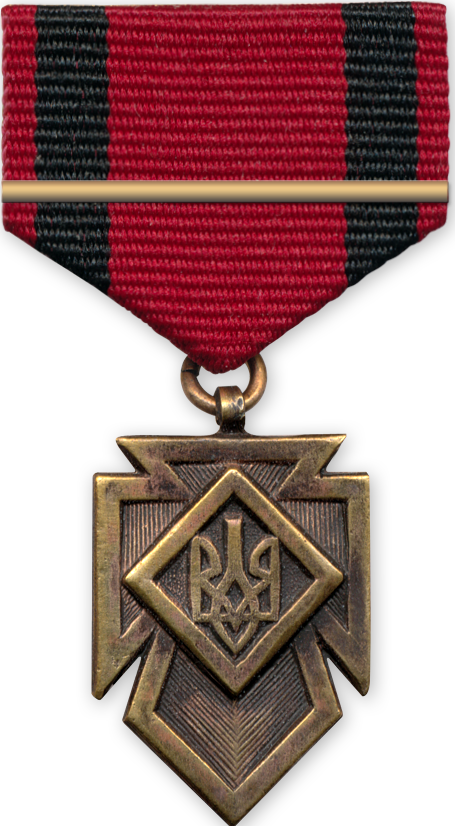
Бронзовий Хрест Заслуги